# Murray (Nebraska)
Murray je selo u američkoj saveznoj državi Nebraska. Prema popisu stanovništva iz 2010. u njemu je živjelo 463 stanovnika.